# A Pain That I'm Used To
A Pain That I'm Used To este una piesă formației britanice Depeche Mode. Piesă a apărut pe albumul Playing the Angel, în 2005.